# Centro de Guerra Submarina Naval
El Centro de Guerra Submarina Naval (CGSN) (NUWC, por sus siglas en inglés Naval Undersea Warfare Center) es el centro de la Armada de los Estados Unidos de investigación en todos los ámbitos, desarrollo, pruebas y evaluación, ingeniería y apoyo a las flotas de submarinos, sistemas submarinos autónomos y sistemas de armas defensivos y ofensivos asociados con la guerra submarina. Uno de los laboratorios incorporados al Sistema Naval de Comando Marino, CGSN tiene sus oficinas centrales en Newport, Rhode Island, y tiene designadas dos actividades principales -La división Newport y la división Keyport (en Keyport, Washington). CGSN también controla las instalaciones en Fox Island y Gould Island.
CGSN emplea a más de 4,400 personas civiles y militares, con un presupuesto de más de mil millones de dólares.

## Historia

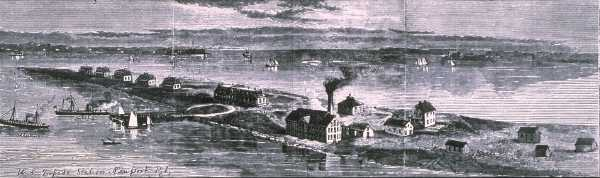
ca. 1900, fotografía de la estación de torpedos estadounidense en la Isla Goat

En 1869 se fundó la estación Naval de Torpedos de los EUA en Newport sobre la Isla Goat, en la cual existía un fuerte militar desde 1703. Durante los años 1890, Charles Munroe y John Bernadou trabajaron en Newport patentando la formulación de la nitrocelulosa coloidal con ether y alcohol empleada como pólvora sin humo para la artillería naval de los Estados Unidos durante las guerras mundiales. El ejército de los Estados Unidos adoptó la fórmula de la Armada en 1908 y comenzó la manufactura en Picatinny Arsenal.
En 1907 se construyó una fábrica para manufacturar torpedos a vapor para la Armada de los Estados Unidos. La fábrica de torpedos se convirtió en el mayor empleador en el área de Newport debido a la protección contra competencia brindada por los congresistas de Rhode Island. Durante los años 1920 la estación de torpedos designó como Mark VI a los torpedos con estopín de influencia magnética. El diseño y producción del estopín se realizó en secreto para el diseño del torpedo Mark 14. La economía de la gran depresión limitó la producción del torpedo y previno una adecuada etapa de pruebas tanto del torpedo Mark 14 como del estopín Mark VI. Los habilidosos trabajadores en la fábrica de torpedos produjeron sin saberlo un diseño no-funcional. La fábrica de torpedos de Newport fue incapaz de producir suficientes torpedos para restituir los empleados en combate durante el primer año de la Segunda Guerra Mundial y fue reacia en emplear algunos en torpedos en pruebas. La injustificada confianza de la estación de torpedos en Newport sobre la precisa manufactura de los torpedos retraso la identificación de los problemas reportados por los submarinos al emplearlos en combate. Las pruebas que pudieron haberse completado eficientemente en la estación de torpedos fue realizada de manera menos efectiva por los submarinos operativos. Se retrasó hasta agosto de 1942 la aceptación de la configuración imprecisa de profundidad y hasta junio de 1943 el reconocimiento de mal funcionamiento del estopín Mark VI.
La estación naval de torpedos investigó y probó armamento submarino durante la Primera y Segunda Guerra Mundial, creando instalaciones adicionales en Isla Rose, Isla Fox e Isla Gould. En 1951 la estación de Isla Goat se reorganizó.

Por los siguientes 15 años, fue la estación de explosivos submarinos y posteriormente la estación de ingeniería e investigación de armas submarinas hasta 1970. Ese año, el laboratorio de acústica submarina de New London, Conn., se combinó con las instalaciones de Newport para formar el Centro de Sistemas Submarinos Navales (NUSC, por sus siglas en inglés "Naval Underwater Systems Center"). En 1992, el comando fue reorganizado como Centro de Guerra Submarina Naval, división Newport.

## Laboratorio de Acústica Submarina Naval
El laboratorio de Acústica Submarina Naval tuvo sus orígenes en el establecimiento dos instalaciones de investigación para sonar en 1941; una oficina de la División de investigación para la guerra de la Universidad de Columbia en Fort Trumbull en New London, Connecticut y el laboratorio de Acústica Submarina de Harvard en Cambridge, Massachusetts. La oficina de Connecticut se concentró en sistemas y dispositivos de sonar pasivos mientras que la oficina de Massachusetts desarrolló sistemas y dispositivos activos. Algunos logros significativos durante la Segunda Guerra Mundial incluyeron el desarrollo de sistemas de sonar mayormente mejorados para submarinos y buques de superficie, torpedos con seguimiento acústico, sonoboyas y minas acústicas. Estos trabajos contribuyeron grandiosamente contra los U-Boot en la Batalla del Atlántico y a la destrucción casi total de la Armada Imperial Japonesa y de la flota mercante en la Guerra del Pacífico.
Por 1946, los esfuerzos en sonar de los laboratorios de Harvard y Columbia se combinaron en Fort Trumbull como el Laboratorio de Acústica Submarina Naval bajo el Bureau of Ships de la Armada, ahora Comando de Sistemas Marinos Navales (NAVSEA, por su acrónimo en inglés "Naval Sea Systems Command"). La investigación se intensificó durante la Guerra Fría, que fue tanto una carrera tecnológica contra los soviéticos como una carrera armamentista. Los esfuerzos del laboratorio acústico fueron claves para el posterior desarrollo de los submarinos y de la guerra antisubmarina. En 1970 el laboratorio acústico fue combinado organizacionalmente con la Estación Naval de Ingeniería e Investigación de Armas Submarinas en Newport, Rhode Island para formar el Centro de Sistemas Navales Submarinos. En 1996 las instalaciones en Fort Trumbull fueron cerradas y las actividades se unieron en Newport.